# Oleschky (Dorf)
Oleschky (ukrainisch Олешки; russisch Олешки Oleschki) ist ein Dorf im Nordosten der Ukraine mit etwa 160 Einwohnern.
Die Ortschaft liegt im Rajon Charkiw der Oblast Charkiw, etwa 11 Kilometer südwestlich der Rajonshauptstadt und Oblasthauptstadt Charkiw und 2,5 Kilometer südlich der Siedlung städtischen Typs Pissotschyn. Die Stadtgrenze zu Charkiw verläuft 2 Kilometer östlich, Oleschky gehört verwaltungstechnisch Siedlungsratsgemeinde Pissotschyn.
Der Ort wurde 1930 gegründet, seit 1991 ist er Teil der unabhängigen Ukraine.
Am 10. Februar 2018 wurde das Dorf ein Teil der neugegründeten Siedlungsgemeinde Pissotschyn, bis dahin war es ein Teil der Siedlungratsgemeinde Pissotschyn (Пісочинська селищна рада/Pissotschynska selyschtschna rada) im Zentrum des Rajons Charkiw.